# Coupe des Tatras 1929
Navigation
Édition suivante
La Coupe des Tatras 1929 est la première édition de hockey sur glace du tournoi organisé fin décembre dans la ville de Nový Smokovec en Tchécoslovaquie. Le tournoi portait le nom de Pohár Palace sanatoria.

## Résultats

### Phase de groupes

#### Groupe A
| Clt   | Équipe            | PJ | V | D | N | BP | BC | Pts |
| ----- | ----------------- | -- | - | - | - | -- | -- | --- |
| +001, | MHC Budapest      | 2  | 2 | 0 | 0 | 14 | 0  | 4   |
| +002, | BK Mladá Boleslav | 2  | 1 | 1 | 0 | 7  | 3  | 2   |
| +003, | SK Prostejov      | 2  | 0 | 2 | 0 | 1  | 19 | 0   |

- Qualifié en demi-finales

| décembre | MHC Budapest | 4-0 | BK Mladá Boleslav |  |

| décembre | SK Prostejov | 0-2 | BK Mladá Boleslav |  |

| décembre | MHC Budapest | 2-1 | SK Prostejov |  |

#### Groupe 2
| Clt   | Équipe             | PJ | V | D | N | BP | BC | Pts |
| ----- | ------------------ | -- | - | - | - | -- | -- | --- |
| +001, | Vienne AC          | 2  | 2 | 0 | 0 | 5  | 1  | 4   |
| +002, | Skiklub Bratislava | 2  | 1 | 1 | 0 | 4  | 4  | 2   |
| +003, | Slovan Ostrava     | 2  | 0 | 2 | 0 | 4  | 8  | 0   |

- Qualifié en demi-finales

|  | Vienne AC | 5-0 | Slovan Ostrava |  |

| décembre | Vienne AC | 2-1 | Skiklub Bratislava |  |

| décembre | Slovan Ostrava | 0-3 | Skiklub Bratislava |  |

#### Groupe 3
| Clt   | Équipe                 | PJ | V | D | N | BP | BC | Pts |
| ----- | ---------------------- | -- | - | - | - | -- | -- | --- |
| +001, | HC Slavia Prague       | 1  | 1 | 0 | 0 | 14 | 0  | 2   |
| +002, | Slávia Banská Bystrica | 1  | 0 | 1 | 0 | 7  | 3  | 0   |

- Qualifié en demi-finales

| décembre | HC Slavia Prague | 10-0 | Slávia Banská Bystrica |  |

#### Groupe 4
| Clt   | Équipe              | PJ | V | D | N | BP | BC | Pts |
| ----- | ------------------- | -- | - | - | - | -- | -- | --- |
| +001, | CSK Vyšehrad Prague | 2  | 2 | 0 | 0 | 5  | 1  | 4   |
| +002, | VŠ Brno             | 2  | 1 | 1 | 0 | 4  | 4  | 2   |
| +003, | ŠK Vysoké Tatry     | 2  | 0 | 2 | 0 | 4  | 8  | 0   |

- Qualifié en demi-finales

|  | CSK Vyšehrad | 0-0 | VŠ Brno |  |

| décembre | CSK Vyšehrad | 13-0 | ŠK Vysoké Tatry |  |

| décembre | ŠK Vysoké Tatry | 0-8 | VŠ Brno |  |

### Phase finale

#### Matchs de classement
- Skiklub Bratislava - Slávia Banská Bystrica 0-0 (0-0,0-0,0-0)
- BK Mladá Boleslav - VŠ Brno 2-1 (1-0,0-1,1-0)

Match pour la septième place :
- Skiklub Bratislava - VŠ Brno 2-1 (1-0,1-0,0-1)

Match pour la cinquième place :
- BK Mladá Boleslav - Slávia Banská Bystrica 2-0 (0-0,1-0,1-0)

#### Demi-finales
| 31 décembre | Vienne AC | 2-1 (1-0, 1-1, 0-0) | CSK Vyšehrad |  |

| 31 décembre | Slavia Prague | 5-2 (2:0, 0:2, 3:0) | MHC Budapest | Eisstadion Davos |

#### Match pour la troisième place
| 1er janvier | CSK Vyšehrad | 1-2 (0:1, 1:1, 0:0) | MHC Budapest |  |

#### Finale
| 1er janvier | Slavia Prague | 6-0 (1:0, 4:0, 1:0) | Vienne AC |  |